# Делавер (Оклахома)
Делавер (англ. Delaware) — місто (англ. town) в США, в окрузі Новата штату Оклахома. Населення — 267 осіб (2020).

## Географія
Делавер розташований за координатами 36°46′44″ пн. ш. 95°38′33″ зх. д. / 36.77889° пн. ш. 95.64250° зх. д. (36.778868, -95.642564).  За даними Бюро перепису населення США в 2010 році місто мало площу 0,99 км², уся площа — суходіл.

## Демографія
Згідно з переписом 2010 року, у місті мешкало 417 осіб у 160 домогосподарствах у складі 120 родин. Густота населення становила 419 осіб/км².  Було 188 помешкань (189/км²).
Расовий склад населення:
| - 71,7 % — білих - 18,7 % — корінних американців - 1,0 % — чорних або афроамериканців - 0,2 % — вихідців з тихоокеанських островів |

До двох чи більше рас належало 8,4 %. Частка іспаномовних становила 1,9 % від усіх жителів.
За віковим діапазоном населення розподілялося таким чином: 27,1 % — особи молодші 18 років, 59,7 % — особи у віці 18—64 років, 13,2 % — особи у віці 65 років та старші. Медіана віку мешканця становила 37,8 року. На 100 осіб жіночої статі у місті припадало 96,7 чоловіків;  на 100 жінок у віці від 18 років та старших — 101,3 чоловіків також старших 18 років.
Середній дохід на одне домашнє господарство  становив 39 228 доларів США (медіана — 33 523), а середній дохід на одну сім'ю — 45 168 доларів (медіана — 37 344). Медіана доходів становила 36 250 доларів для чоловіків та 27 000 доларів для жінок. За межею бідності перебувало 17,5 % осіб, у тому числі 30,0 % дітей у віці до 18 років та 8,2 % осіб у віці 65 років та старших.
Цивільне працевлаштоване населення становило 139 осіб. Основні галузі зайнятості: освіта, охорона здоров'я та соціальна допомога — 28,8 %, роздрібна торгівля — 23,7 %, будівництво — 11,5 %, виробництво — 9,4 %.